# Katalin Bimbó
Katalin Bimbó (1963) é uma lógica e filósofa canadense, conhecida por seus livros sobre lógica matemática e teoria da prova.

## Formação e carreira
Obteve um Ph.D. em 1999 na Universidade de Indiana, orientada por Jon Michael Dunn. É professora de filosofia na Universidade de Alberta, depois de ter conquistado tenure em 2013.

## Obras selecionadas

### Monografias
- Generalized Galois Logics: Relational Semantics of Nonclassical Logical Calculi (with J. M. Dunn, CSLI Publications, 2008)[5]
- Combinatory Logic: Pure, Applied and Typed (CRC Press, 2012)[6]
- Proof Theory: Sequent Calculi and Related Formalisms (CRC Press, 2015)[7]

### Volumes editados
- J. Michael Dunn on Information Based Logics (Springer, 2016).